# Irish Jig
1. REDIRECCIÓN Usuario:Jmlfoto/Taller/Irish Jig